# Барківілл (Пенсільванія)
Барківілл (англ. Barkeyville) — місто (англ. borough) в США, в окрузі Венанго штату Пенсільванія. Населення — 188 осіб (2020).

## Географія
Барківілл розташований за координатами 41°11′44″ пн. ш. 79°58′56″ зх. д. / 41.19556° пн. ш. 79.98222° зх. д. (41.195544, -79.982140).  За даними Бюро перепису населення США в 2010 році місто мало площу 8,00 км², уся площа — суходіл.

## Демографія
Згідно з переписом 2010 року, у селищі мешкало 207 осіб у 81 домогосподарстві у складі 59 родин. Густота населення становила 26 осіб/км².  Було 105 помешкань (13/км²).
Расовий склад населення:
| - 96,6 % — білих - 0,5 % — азіатів |

До двох чи більше рас належало 2,9 %. Частка іспаномовних становила 5,3 % від усіх жителів.
За віковим діапазоном населення розподілялося таким чином: 24,6 % — особи молодші 18 років, 60,9 % — особи у віці 18—64 років, 14,5 % — особи у віці 65 років та старші. Медіана віку мешканця становила 37,8 року. На 100 осіб жіночої статі у селищі припадало 78,4 чоловіків;  на 100 жінок у віці від 18 років та старших — 92,6 чоловіків також старших 18 років.
Середній дохід на одне домашнє господарство  становив 81 788 доларів США (медіана — 61 042), а середній дохід на одну сім'ю — 94 477 доларів (медіана — 69 000). Медіана доходів становила 40 536 доларів для чоловіків та 30 625 доларів для жінок. За межею бідності перебувало 8,6 % осіб, у тому числі 15,6 % дітей у віці до 18 років та 6,1 % осіб у віці 65 років та старших.
Цивільне працевлаштоване населення становило 127 осіб. Основні галузі зайнятості: освіта, охорона здоров'я та соціальна допомога — 33,9 %, транспорт — 12,6 %, роздрібна торгівля — 10,2 %, науковці, спеціалісти, менеджери — 10,2 %.